# Badminton-Europapokal 1992
Die 15. Auflage des Badminton-Europapokals fand 1992 zum ersten Mal im bulgarischen Sofia statt. Das gastgebende Team BC Pazardchik aus Bulgarien kam über die Gruppenphase nicht hinaus. Im Finale standen mit den österreichischen BSC 70 Feibra Linz und den isländischen TB Reykjavík zwei Außenseiter. Die Österreicher siegten dabei klar mit 6:1. Der deutsche Vertreter TuS Wiebelskirchen unterlag im Halbfinale dem isländischen Vertreter. Die Sieg des österreichischen Vereins ist ihr bisher einziger Erfolg in diesem Wettbewerb. Zum ersten und bisher einzigen Mal nahm mit dem AC Mikenas auch ein Vertreter aus Griechenland teil. Der Wettkampf fand vom 25. bis zum 27. September 1992 statt.

## Die Ergebnisse
| Gruppe A                                                     |     |                            |
| Kristiansand BK                                              | 6–1 | CB Rinconada               |
| SC Meran                                                     | 4–3 | Le Havre BC                |
| Le Havre BC                                                  | 0–7 | Kristiansand BK            |
| CB Rinconada                                                 | 4–3 | SC Meran                   |
| Le Havre BC                                                  | 1–6 | CB Rinconada               |
| Kristiansand BK                                              | 5–2 | SC Meran                   |
| Gruppe B                                                     |     |                            |
| TB Reykjavík                                                 | 6–1 | BC Olympic Lausanne        |
| TB Reykjavík                                                 | 7–0 | CYM Dublin                 |
| TB Reykjavík                                                 | 5–2 | Kiniszi Debrecen           |
| BC Olympic Lausanne                                          | ?   | CYM Dublin                 |
| BC Olympic Lausanne                                          | ?   | Kiniszi Debrecen           |
| CYM Dublin                                                   | ?   | Kiniszi Debrecen           |
| Gruppe C                                                     |     |                            |
| Technik Głubczyce                                            | 6–1 | BK Pazardzhik              |
| BC Sint-Truiden                                              | 6–1 | Badminton Résidence Walfer |
| Badminton Résidence Walfer                                   | 0–7 | Technik Głubczyce          |
| BK Pazardzhik                                                | 6–1 | BC Sint-Truiden            |
| Badminton Résidence Walfer                                   | 1–6 | BK Pazardzhik              |
| Technik Głubczyce                                            | 6–1 | BC Sint-Truiden            |
| Gruppe D                                                     |     |                            |
| BSC 70 Feibra Linz                                           | 6–1 | Helsinki Tapion Sulka      |
| Marítimo Funchal                                             | 7–0 | AC Mikenas                 |
| AC Mikenas                                                   | 0–7 | BSC 70 Feibra Linz         |
| Helsinki Tapion Sulka                                        | 7–0 | Marítimo Funchal           |
| AC Mikenas                                                   | 0–7 | Helsinki Tapion Sulka      |
| BSC 70 Feibra Linz                                           | 7–0 | Marítimo Funchal           |
| Viertelfinale                                                |     |                            |
| TuS Wiebelskirchen                                           | 4–3 | Kristiansand BK            |
| Freilos: TB Reykjavík, Technik Głubczyce, BSC 70 Feibra Linz |     |                            |
| Halbfinale                                                   |     |                            |
| TuS Wiebelskirchen                                           | 3–4 | TB Reykjavík               |
| Technik Głubczyce                                            | 1–6 | BSC 70 Feibra Linz         |
| Finale                                                       |     |                            |
| BSC Feibra Linz                                              | 6–1 | TB Reykjavík               |